# Фосалто
Фоса̀лто (на италиански: Fossalto) е село и община в Южна Италия, провинция Кампобасо, регион Молизе. Разположено е на 511 m надморска височина. Населението на общината е 1526 души (към 2010 г.).